# (3071) Nésterov
(3071) Nésterov es un asteroide perteneciente al cinturón exterior de asteroides descubierto por Tamara Mijáilnovna Smirnova el 28 de marzo de 1973 desde el Observatorio Astrofísico de Crimea, en Naúchni.

## Designación y nombre
Nésterov fue designado al principio como 1973 FT1.
Más tarde, en 1986, se nombró en honor del militar ruso Piotr Nésterov (1887-1914).

## Características orbitales
Nésterov está situado a una distancia media del Sol de 3,208 ua, pudiendo alejarse hasta 3,469 ua y acercarse hasta 2,946 ua. Su excentricidad es 0,08165 y la inclinación orbital 2,205 grados. Emplea en completar una órbita alrededor del Sol 2098 días.

## Características físicas
La magnitud absoluta de Nesterov es 12.